# 赤石町
赤石町（あかいしちょう）は、徳島県小松島市の町名。郵便番号は773-0021。

## 地理
小松島市の中側に位置し、北側は小松島湾に面しており、湾口には住宅地・商業地が面している。また坂野地区の交通の要であり、和田島町・坂野町・豊浦町・和田津開町に居住している住民の車や歩行者などの移動が激しい。
また赤石山が海岸まで接しているが、大部分は平地である。

### 河川
- 立江川
- 石見川
- 北馬川

### 小字
- 野神南
- 緑松

## 歴史
昭和32年より現在の町名となる。昭和45年に田野町・大林町・立江町の各一部を編入。貨物中心の港町として発展した当地は、その後も製紙・パルプ工場を誘致、工業港としても発展した。
さらに国道55号と徳島県道28号阿南小松島線や徳島県道218号和田島赤石線の分岐点に位置するため徳島市への通勤者のベッドタウンとしても発展した。

## 世帯数と人口
2022年（令和4年）7月31日現在の世帯数と人口は以下の通りである。
| 町丁   | 世帯数  | 人口    |
| ------ | ------- | ------- |
| 赤石町 | 540世帯 | 1,086人 |

## 小・中学校の学区
市立小・中学校に通う場合、学区は以下の通りとなる。
| 番地                                           | 小学校               | 中学校                   |
| ---------------------------------------------- | -------------------- | ------------------------ |
| 1番、2番・3番の一部                            | 小松島市立芝田小学校 | 小松島市立小松島中学校   |
| 2番・3番の一部、10番の一部、11番～12番         | 小松島市立立江小学校 | 小松島市立小松島南中学校 |
| 4番～9番、10番の一部、13番～15番、野神南、緑松 | 小松島市立新開小学校 | 小松島市立小松島南中学校 |

## 施設
- 小松島警察署赤石町駐在所
- 赤石郵便局
- 豊浦神社

## 交通

### 鉄道
- JR牟岐線阿波赤石駅

### 道路
都道府県道
- 徳島県道28号阿南小松島線
- 徳島県道120号徳島小松島線（旧国道55号）
- 徳島県道217号田野勢合線
- 徳島県道218号和田島赤石線
- 徳島県道402号阿南徳島自転車道線